# Paulina Maj
Paulina Maj, coniugata Maj-Erwardt (Złotów, 22 marzo 1987), è una pallavolista polacca, libero del ŁKS.

## Carriera

### Club
La carriera di Paulina Maj inizia a livello giovanile nel club della sua città natale, lo Sparta Złotów, nel quale gioca per tre annate, prima entrare a far par parte della formazione federale dello SMS PZPS Sosnowiec, dove gioca dal 2003 al 2005.
Nella stagione 2005-06 fa il suo esordio della pallavolo professionistica, ingaggiata dal BKS di Bielsko-Biała, debuttando nel massimo campionato polacco: resta legata al club per tre annate, vincendo la Coppa di Polonia 2005-06 e la Supercoppa polacca 2006.
Nel campionato 2008-09 passa a difendere i colori del PTPS di Piła per due annate, aggiudicandosi la Supercoppa polacca 2008.
Nella stagione 2010-11 approda al Trefl Sopot, con il quale vince lo scudetto al termine della stagione successiva, per poi essere ingaggiata dal Muszyna nel campionato 2012-2013: resta legata al club per tre annate, aggiudicandosi la Coppa CEV 2012-13.
Nella stagione 2015-16 firma per il Chemik Police vincendo la Supercoppa polacca, la Coppa di Polonia e lo scudetto, per poi approdare nella stagione successiva al Budowlani Łódź.
Dopo un'annata lontano dall'attività agonistica per maternità, rientra in campo nella stagione 2018-19 si accasa nuovamente al BKS di Bielsko-Biała, sempre in massima divisione, mentre in quella seguente fa ritorno al club di Police, dove rimane per un biennio conquistando la Supercoppa polacca, due Coppe di Polonia e due campionati; nell'annata 2021-22 è invece impegnata nel ŁKS con il quale nella stagione 2022-23 vince il suo quinto scudetto.

### Nazionale
Nel 2008 riceve le prime convocazioni nella nazionale polacca; nel 2009 fa parte della selezione universitaria che si aggiudica la medaglia di bronzo alla XXV Universiade, per poi vincere con la nazionale maggiore un altro bronzo, ma questa volta al campionato europeo.

## Palmarès

### Club
- Campionato polacco: 5

2011-12, 2015-16, 2019-20, 2020-21, 2022-23
- Coppa di Polonia: 4

2005-06, 2015-16, 2019-20, 2020-21
- Supercoppa polacca: 4

2006, 2008, 2015, 2019
- Coppa CEV: 1

2012-13

### Nazionale (competizioni minori)
- XXV Universiade
- Montreux Volley Masters 2019

### Premi individuali
- 2014 - Coppa di Polonia: Miglior ricevitrice
- 2017 - Coppa di Polonia: Miglior difesa
- 2020 - Coppa di Polonia: Miglior libero